# Séptima Flota de los Estados Unidos
La Séptima Flota de los Estados Unidos (del inglés: United States Seventh Fleet) es una de las flotas que la Armada de Estados Unidos tiene en activo. Su base principal se encuentra en Yokosuka, Japón. También tiene unidades desplegadas en Corea del Sur. La Séptima Flota cuenta en la actualidad con entre 50 y 60 buques, 350 aviones y 60 000 miembros de la Armada y del Cuerpo de Marines.

## Historia
La Séptima Flota fue activada el 15 de marzo de 1943 durante la Segunda Guerra Mundial en Brisbane, Australia con el almirante Arthur S. «Chips» Carpenter, al mando de ella. Durante la Segunda Guerra Mundial estuvo subordinada al South West Pacific Area a las órdenes del general Douglas MacArthur.
La gran mayoría de las naves de la Armada Real Australiana formaron parte de la Séptima Flota desde 1943 a 1945, como parte de la Task Force 74. Durante la Batalla del Golfo de Leyte gran parte de las fuerzas navales aliadas estaban asignadas a la Séptima Flota, que se encontraba bajo el mando del almirante Thomas C. Kinkaid. Al finalizar la guerra la Séptima Flota traslado su base a Qingdao, China.
El 1 de enero de 1947, fue designada como Fuerza naval del Pacífico Occidental.
A finales de 1948, la Séptima Flota, traslado su base de operaciones a la Bahía de Súbic.
El 11 de febrero de 1950 la fuerza asumió el nombre de Séptima Flota de los Estados Unidos, y así se le conoce hasta el día de hoy.
Las unidades de la Séptima Flota participaron en la mayoría de las operaciones de la guerra de Corea y del Vietnam. El primer avión de reacción de la Armada estadounidense usado en combate fue lanzado de guerra portaaviones de la Task Force 77 el 3 de julio de 1950. Los desembarcos realizados durante la Batalla de Inchon, fueron realizados desde los buques anfibios de la Séptima Flota. Los buques de guerra; USS Iowa, USS New Jersey, USS Missouri y USS Wisconsin ejercieron funciones como buques insignias bajo la dirección comandada de la Séptima Flota de los EE. UU. durante la guerra de Corea.

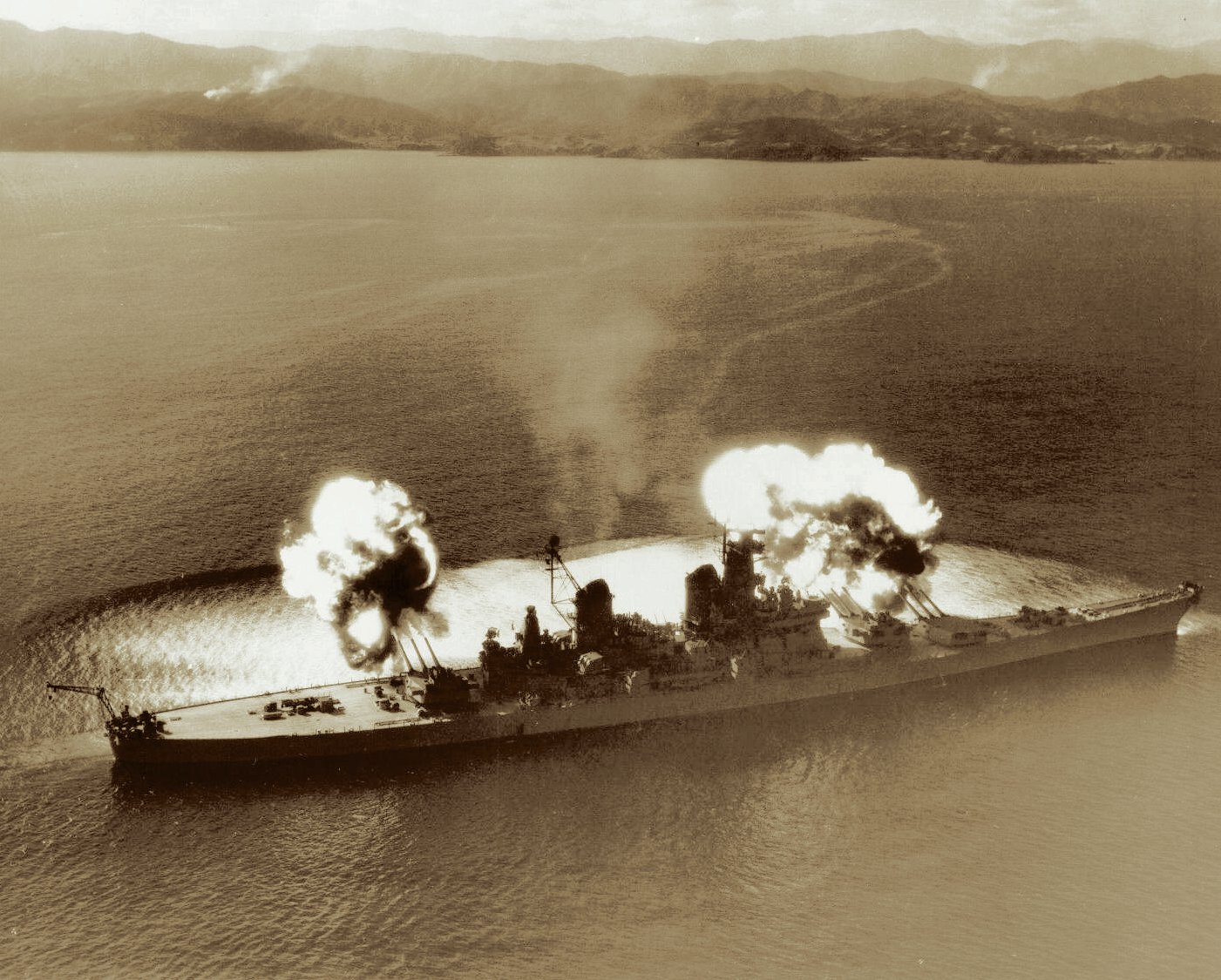
El USS New Jersey disparando sus cañones contra posiciones norcoreanas, noviembre de 1951

En la siguiente década la Séptima Flota participó en numerosas situaciones de crisis, incluyendo las operaciones de contingencia en Laos en 1959 y Tailandia en 1962.
Durante la guerra de Vietnam, la Séptima Flota participó en operaciones contra fuerzas enemigas a través de ataques aéreos desde portaaviones, bombardeos de apoyo a fuerzas en tierra mediante artillería naval, operaciones anfibias, operaciones de patrulla y reconocimiento, y guerra de minas.. Entre 1950 y 1970, la Séptima Flota de Estados Unidos también era conocida por el apodo irónico Club Náutico del Golfo de Tonkín (en inglés: Tonkin Gulf Yacht Club, ya que la mayor parte de las operaciones de la Flota fueron realizadas en el golfo de Tonkin.

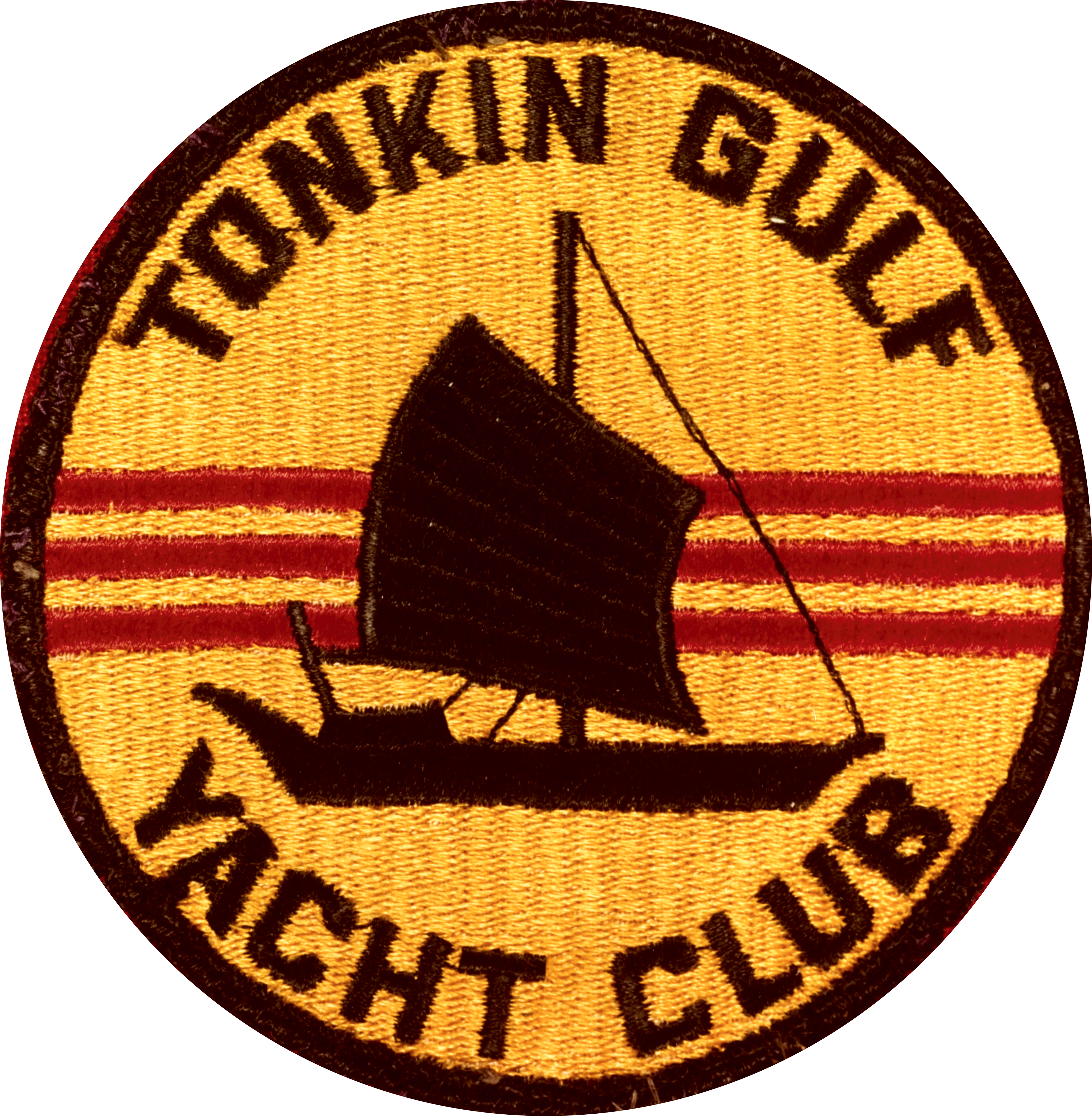
Insignia del Tonkin Gulf Yacht Club

La Task Force 74 (TF 74), realizó diversas incursiones en la bahía de Bengala durante la guerra de liberación de Bangladés en diciembre de 1971. La TF 74 estaba formada por el portaaviones USS Enterprise, el buque de asalto anfibio USS Tripoli, los destructores USS Decatur, USS McKean, USS Orleck, USS Waddell, USS King y USS Parsons, el submarino de USS Gurnard y el buque de abastecimiento USS Wichita.
En respuesta a la invasión iraquí a Kuwait el 2 de agosto de 1990, el presidente George H.W. Bush pidió al comandante de la Séptima Flota de que asumiera las responsabilidades adicionales como comandante del Comando Central de las Fuerzas Navales de Estados Unidos(COMUSNAVCENT, por sus siglas en inglés). El comandante de la flota salió de Yokosuka, Japón dirigiéndose hacia el Golfo Pérsico, y se unió al resto de su personal a bordo de su buque insignia USS Blue Ridge. Durante las operaciones Escudo del Desierto y Tormenta del Desierto, el COMUSNAVCENT ejerció el mando y el control del mayor número de buques de guerra estadounidenses que se haya efectuado desde la Segunda Guerra Mundial.
Al finalizar la guerra, la Séptima Flota regresó a su base en Yokosuka, Japón.

## Organización de la Flota

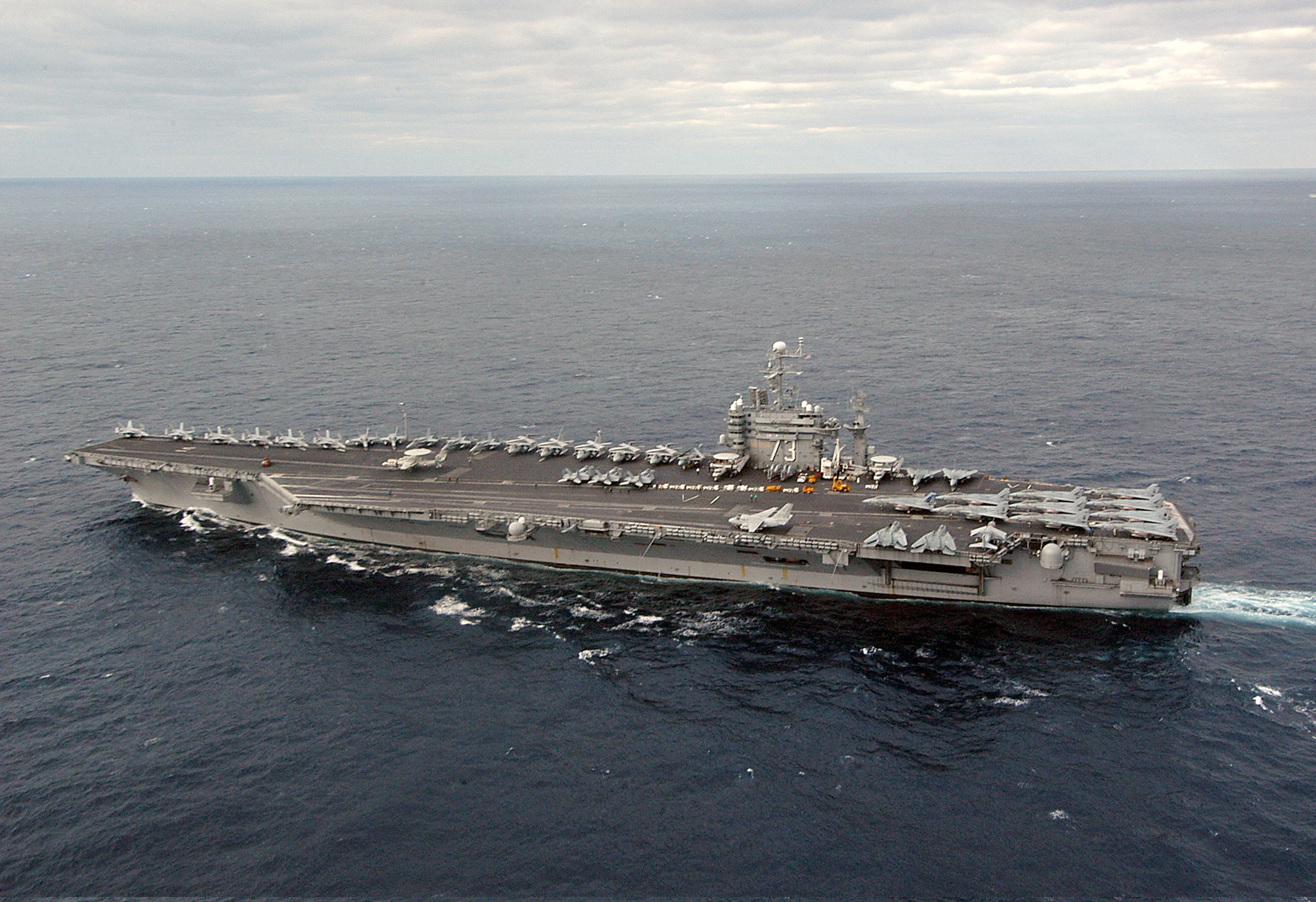
USS George Washington.

- Task Force 70– Es la fuerza de batalla de la Séptima Flota y está integrada por cruceros y destructores y el portaaviones USS George Washington y su 5.ª Ala Aérea Embarcada (Carrier Air Wing 5).
- Task Force 71 – Incluye todas las unidades Naval Special Warfare (NSW) y Explosive Ordnance Disposal Mobile Units. Su base está en Guam.
- Task Force 72 – Se compone principalmente de los aviones de guerra antisubmarina (ASW), P-3 Orión y aviones de reconocimiento EP-3.
- Task Force 73 – Compuesta de buques de apoyo logístico y de suministros.
- Task Force 74 – El TF 74 fue el término usado para el grupo de batalla del USS Enterprise en 1971. Hoy en día es la fuerza submarina de flota.
- Task Force 75 – Compuesta de cruceros y de destructores que no se asignan como escolta de los portaaviones.
- Task Force 76– La componen los buques de asalto anfibio clase Wasp.
- Task Force 78 – Mando de las fuerzas navales de los Estados Unidos en Corea.
- Task Force 79 – Compuesta por unidades de la III Fuerza Expedicionaria de Marines cuya base esta en Okinawa, Japón.

## Buques y unidades de la Séptima Flota

### Base Naval de Yokosuka
- Portaaviones
  - USS George Washington
- Buque anfibio
  - USS Blue Ridge
- Destructores
  - USS Cowpens
  - USS Shiloh
  - USS Curtis Wilbur
  - USS John S. McCain
  - USS Fitzgerald
  - USS Stethem
  - USS Lassen
  - USS McCampbell
  - USS Mustin

### Base Naval de Sasebo
- Buques anfibios
  - USS Essex
  - USS Boxer
  - USS Germantown
  - USS Tortuga
- Dragaminas
  - USS Avenger
  - USS Defender
  - USS Guardian
  - USS Patriot

### Base Naval de Guam
- Buque nodriza de submarinos
  - USS Frank Cable
- Submarinos
  - USS Buffalo
  - USS Chicago
  - USS Oklahoma City
- Aeronaves
  - Helicopter Sea Combat Squadron HSC-25
- Unidades expaciales
  - Explosive Ordnance Disposal Mobile Unit 5
  - Maritime Expeditionary Security Squadron 7

### Otras Unidades
- 5.ª Ala Aérea Embarcada
- Destroyer Squadron 15

## Comandantes de Flota
- Vice Admiral Arthur S. Carpender 15 de marzo de 1943 - 26 de noviembre de 1943
- Vicealmirante Thomas C. Kinkaid 26 de noviembre de 1943 – 20 de noviembre de 1945
- Vicealmirante Daniel E. Barbey 20 de noviembre de 1945 - 2 de octubre de 1946
- Vicealmirante Charles M. Cooke, Jr. 2 de octubre de 1946 - 28 de febrero de 1948
- Vicealmirante Oscar C. Badger II 28 de febrero de 1948 - 28 de agosto de 1949
- Vicealmirante Russell S. Berkey 28 de agosto de 1949 - 5 de abril de 1950
- Rear Admiral Walter. F. Boone 5 de abril de 1950 - 20 de mayo de 1950
- Vicealmirante Arthur D. Struble 20 de mayo de 1950 - 28 de marzo de 1951
- Vicealmirante Harold. M. Martin 28 de marzo de 1951 - 3 de marzo de 1952
- Vicealmirante Robert P. Briscoe 3 de marzo de 1952 - 20 de mayo de 1952
- Vicealmirante Joseph. J. Clark 20 de mayo de 1952 - 1 de diciembre de 1953
- Vicealmirante Alfred M. Pride 1 de diciembre de 1953 - 19 de diciembre de 1955
- Vicealmirante Stuart H. Ingersoll 19 de diciembre de 1955 - 28 de enero de 1957
- Vicealmirante Wallace M. Beakley 28 de enero de 1957 - 30 de septiembre de 1958
- Vicealmirante Frederick N. Kivette 30 de septiembre de 1958 - 7 de marzo de 1960
- Vicealmirante Charles D. Griffin 7 de marzo de 1960 - 28 de octubre de 1961
- Vicealmirante William A. Schoech 28 de octubre de 1961 - 13 de octubre de 1962
- Vicealmirante Thomas H. Moorer 13 de octubre de 1962 - 15 de junio de 1964
- Vicealmirante Roy L. Johnson 15 de junio de 1964 - 1 de marzo de 1965
- Vicealmirante Paul P. Blackburn 1 de marzo de 1965 - 9 de octubre de 1965
- Vicealmirante Joseph W. Williams, Jr. 9 de octubre de 1965 - 13 de diciembre de 1965
- Vicealmirante John J. Hyland 13 de diciembre de 1965 - 6 de noviembre de 1967
- Vicealmirante William F. Bringle 6 de noviembre de 1967 - 10 de marzo de 1970
- Vicealmirante Maurice F. Weisner 10 de marzo de 1970 - 18 de junio de 1971
- Vicealmirante William P. Mack 18 de junio de 1971 - 23 de mayo de 1972
- Vicealmirante James L. Holloway III 23 de mayo de 1972 - 28 de julio de 1973
- Vicealmirante George P. Steele 28 de julio de 1973 - 14 de junio de 1975
- Vicealmirante Thomas B. Hayward 14 de junio de 1975 - 24 de julio de 1976
- Vicealmirante Robert B. Baldwin 24 de julio de 1976 - 31 de mayo de 1978
- Vicealmirante Sylvester Robert Foley, Jr. 31 de mayo de 1978 - 14 de febrero de 1980
- Vicealmirante Carlisle A.H. Trost 14 de febrero de 1980 - 15 de septiembre de 1981
- Vicealmirante M. Staser Holcomb 15 de septiembre de 1981 - 9 de mayo de 1983
- Vicealmirante James R. Hogg 9 de mayo de 1983 - 4 de marzo de 1985
- Vicealmirante Paul F. McCarthy, Jr. 4 de marzo de 1985 - 9 de diciembre de 1986
- Vicealmirante Paul D. Miller 9 de diciembre de 1986 - 21 de octubre de 1988
- Vicealmirante Henry H. Mauz, Jr. 21 de octubre de 1988 - 1 de diciembre de 1990
- Vicealmirante Stanley R. Arthur 1 de diciembre de 1990 - 3 de julio de 1992
- Vicealmirante Timothy W. Wright 3 de julio de 1992 - 28 de julio de 1994
- Vicealmirante Archie R. Clemins 28 de julio de 1994 - 13 de septiembre de 1996
- Vicealmirante Robert J. Natter 13 de septiembre de 1996 - 12 de agosto de 1998
- Vicealmirante Walter F. Doran 12 de agosto de 1998 - 12 de julio de 2000
- Vicealmirante James W. Metzger 12 de julio de 2000- 18 de julio de 2002
- Vicealmirante Robert F. Willard 18 de julio de 2002 - 6 de agosto de 2004
- Vicealmirante Jonathan W. Greenert 6 de agosto de 2004 - 12 de septiembre de 2006
- Vicealmirante William Douglas Crowder 12 de septiembre de 2006 - 12 de julio de 2008
- Vicealmirante John M. Bird 12 de julio de 2008 - 10 de septiembre de 2010
- Vicealmirante Scott R. Van Buskirk 10 de septiembre de 2010 - 7 de septiembre de 2011
- Vicealmirante Scott H. Swift 7 de septiembre de 2011 - presente